# محوطه چاکان
محوطه چاکان مربوط به دوران‌های تاریخی پس از اسلام است و در شهرستان رودسر، بخش رحیم آباد، روستای لیما واقع شده و این اثر در تاریخ ۲ بهمن ۱۳۸۲ با شمارهٔ ثبت ۱۰۷۳۸ به‌عنوان یکی از آثار ملی ایران به ثبت رسیده است.